# Sindaci di Carrara
Di seguito l'elenco cronologico dei sindaci di Carrara e delle altre figure apicali equivalenti che si sono succedute nel corso della storia.

## Regno d'Italia (1861-1946)
| Sindaci nominati dal governo (1861-1889)                   | Sindaci nominati dal governo (1861-1889)                  | Sindaci nominati dal governo (1861-1889) | Sindaci nominati dal governo (1861-1889) | Sindaci nominati dal governo (1861-1889) | Sindaci nominati dal governo (1861-1889) |
| Nominativo                                                 | Nominativo                                                | Partito                                  | Partito                                  | Mandato                                  | Mandato                                  |
| Nominativo                                                 | Nominativo                                                | Partito                                  | Partito                                  | Inizio                                   | Fine                                     |
| ---------------------------------------------------------- | --------------------------------------------------------- | ---------------------------------------- | ---------------------------------------- | ---------------------------------------- | ---------------------------------------- |
|                                                            | Ferdinando Monzoni                                        |                                          |                                          | 15 dicembre 1860                         | 20 febbraio 1861                         |
|                                                            | Pietro Monteverde (Commissario prefettizio)               | –                                        | –                                        | 24 febbraio 1861                         | 13 settembre 1861                        |
|                                                            | Cesare Del Medico                                         |                                          | Destra storica                           | 14 settembre 1861                        | 10 ottobre 1863                          |
|                                                            | Carlo Sarteschi                                           |                                          | Destra storica                           | 12 ottobre 1863                          | 30 gennaio 1865                          |
|                                                            | Pietro Giromella                                          |                                          | Destra storica                           | 11 febbraio 1865                         | luglio 1868                              |
|                                                            | Francesco Tenderini (Assessore anziano facente funzioni)  |                                          | Destra storica                           | agosto 1868                              | marzo 1869                               |
|                                                            | Pietro Giromella                                          |                                          | Destra storica                           | maggio 1869                              | 14 luglio 1869                           |
|                                                            | Francesco Tenderini (Assessore anziano facente funzioni)  |                                          | Destra storica                           | 15 luglio 1869                           | 30 ottobre 1869                          |
|                                                            | Carlo Lazzoni (Assessore anziano facente funzioni)        |                                          | Destra storica                           | 3 novembre 1869                          | 27 dicembre 1869                         |
|                                                            | Giovanni Baini (Assessore anziano facente funzioni)       |                                          | Destra storica                           | 28 dicembre 1869                         | 19 luglio 1870                           |
|                                                            | Giovanni Alfazio (Commissario prefettizio)                | –                                        | –                                        | 20 luglio 1870                           | 17 agosto 1870                           |
|                                                            | Carlo Lazzoni                                             |                                          | Destra storica                           | 18 agosto 1870                           | 21 novembre 1870                         |
|                                                            | Antonio Bardi (Assessore anziano facente funzioni)        |                                          | Destra storica                           | 22 novembre 1870                         | 29 dicembre 1870                         |
|                                                            | Giovanni Baini                                            |                                          | Destra storica                           | 30 dicembre 1870                         | 30 giugno 1873                           |
|                                                            | Andrea Crudeli (Assessore anziano facente funzioni)       |                                          | Destra storica                           | 1 luglio 1873                            | 29 luglio 1873                           |
|                                                            | Ferdinando Pelliccia (Assessore anziano facente funzioni) |                                          | Destra storica                           | 30 luglio 1873                           | settembre 1873                           |
|                                                            | Guglielmo Micheli (Assessore anziano facente funzioni)    |                                          | Destra storica                           | settembre 1873                           | gennaio 1874                             |
|                                                            | Vincenzo Bonanni (Assessore anziano facente funzioni)     |                                          | Destra storica                           | gennaio 1874                             | 31 marzo 1874                            |
|                                                            | Vincenzo Bonanni                                          |                                          | Destra storica                           | 1 maggio 1874                            | 26 luglio 1874                           |
|                                                            | Francesco Del Nero                                        |                                          | Destra storica                           | marzo 1874                               | luglio 1878                              |
|                                                            | Carlo Granai (Assessore anziano facente funzioni)         |                                          | Estrema sinistra storica                 | luglio 1878                              | ottobre 1878                             |
|                                                            | Francesco Valentini (Assessore anziano facente funzioni)  |                                          | Estrema sinistra storica                 | ottobre 1878                             | ottobre 1879                             |
|                                                            | Marco Fontana (Assessore anziano facente funzioni)        |                                          | Estrema sinistra storica                 | ottobre 1879                             | febbraio 1881                            |
|                                                            | Francesco Valentini                                       |                                          | Estrema sinistra storica                 | febbraio 1881                            | 1 agosto 1883                            |
|                                                            | ? (Commissario prefettizio)                               | –                                        | –                                        | 2 agosto 1883                            | 14 settembre 1883                        |
|                                                            | Agostino Marchetti                                        |                                          | Destra storica                           | 15 settembre 1883                        | 31 ottobre 1889                          |
| Sindaci eletti dal Consiglio comunale (1889-1927)          |                                                           |                                          |                                          |                                          |                                          |
| Nominativo                                                 | Nominativo                                                | Partito                                  | Partito                                  | Mandato                                  | Mandato                                  |
| Nominativo                                                 | Nominativo                                                | Partito                                  | Partito                                  | Inizio                                   | FIne                                     |
|                                                            | Girolamo Ratto                                            |                                          | Estrema sinistra storica                 | 11 novembre 1889                         | 18 maggio 1895                           |
|                                                            | Carlo Nicoli (Assessore anziano facente funzioni)         |                                          | Estrema sinistra storica                 | 28 maggio 1895                           | 15 luglio 1895                           |
|                                                            | Agostino Marchetti                                        |                                          | Destra storica                           | 20 agosto 1895                           | 20 dicembre 1897                         |
|                                                            | Carlo Micheloni                                           |                                          | Destra storica                           | gennaio 1898                             | 8 ottobre 1899                           |
|                                                            | Alessandro Biggi                                          |                                          | Partito Repubblicano Italiano            | 19 dicembre 1899                         | 28 maggio 1903                           |
|                                                            | Carlo Alberto Sarteschi                                   |                                          | Partito Socialista Italiano              | 16 luglio 1903                           | 28 settembre 1906                        |
|                                                            | Arturo Giampaoli (Assessore anziano facente funzioni)     |                                          | Partito Socialista Italiano              | 28 settembre 1906                        | 2 novembre 1906                          |
|                                                            | Giulio Bertoldi (Commissario prefettizio)                 | –                                        | –                                        | 2 novembre 1906                          | 23 aprile 1907                           |
|                                                            | Cherubino Binelli                                         |                                          | Destra storica                           | 23 aprile 1907                           | 9 gennaio 1908                           |
|                                                            | Francesco Mariotti                                        |                                          | Destra storica                           | 28 febbraio 1908                         | 3 aprile 1908                            |
|                                                            | Francesco Vicario (Commissario prefettizio)               | –                                        | –                                        | 8 aprile 1908                            | 19 maggio 1908                           |
|                                                            | Andrea Del Medico                                         |                                          | Partito Socialista Italiano              | 19 maggio 1908                           | 1909                                     |
|                                                            | Guido Podestà (Commissario prefettizio)                   | –                                        | –                                        | 1909                                     | 14 aprile 1909                           |
|                                                            | Giovanni Cucchiari                                        |                                          | Destra storica                           | 14 aprile 1909                           | 1913                                     |
|                                                            | Dante Almansi (Commissario prefettizio)                   | –                                        | –                                        | 17 novembre 1913                         | 12 luglio 1914                           |
|                                                            | Eumene Fontana                                            |                                          | Partito Repubblicano Italiano            | 12 luglio 1914                           | marzo 1915                               |
|                                                            | Edgardo Lami Starnuti                                     |                                          | Partito Repubblicano Italiano            | 15 aprile 1915                           | 13 gennaio 1922                          |
|                                                            | Luigi Gioppi (Commissario prefettizio)                    | –                                        | –                                        | 13 gennaio 1922                          | 26 febbraio 1922                         |
|                                                            | Antonio di Lungarini (Commissario straordinario)          | –                                        | –                                        | 26 febbraio 1922                         | 26 novembre 1922                         |
|                                                            | Bernardo Pocherra                                         |                                          | Partito Nazionale Fascista               | 6 dicembre 1922                          | 20 aprile 1923                           |
|                                                            | Adolfo Angeli                                             |                                          | Partito Nazionale Fascista               | 20 aprile 1923                           | 22 agosto 1925                           |
|                                                            | Ubaldo Bellini (Commissario straordinario)                | –                                        | –                                        | 11 settembre 1925                        | ?                                        |
| Podestà nominati dal governo (1927-1945)                   |                                                           |                                          |                                          |                                          |                                          |
| Nominativo                                                 | Nominativo                                                | Partito                                  | Partito                                  | Mandato                                  | Mandato                                  |
| Nominativo                                                 | Nominativo                                                | Partito                                  | Partito                                  | Inizio                                   | Fine                                     |
|                                                            | Manrico Canesi                                            |                                          | Partito Nazionale Fascista               | 9 febbraio 1927                          | 1935                                     |
|                                                            | Roberto Mario Marini                                      |                                          | Partito Nazionale Fascista               | 1935                                     | 1938                                     |
|                                                            | Giulio Paternò (Commissario prefettizio)                  | –                                        | –                                        | dicembre 1938                            | 1º agosto 1939                           |
|                                                            | Camillo Micheli                                           |                                          | Partito Nazionale Fascista               | 16 novembre 1939                         | ?                                        |
| Sindaci del periodo costituzionale transitorio (1945-1946) |                                                           |                                          |                                          |                                          |                                          |
| Nominativo                                                 | Nominativo                                                | Partito                                  | Partito                                  | Mandato                                  | Mandato                                  |
| Nominativo                                                 | Nominativo                                                | Partito                                  | Partito                                  | Inizio                                   | Fine                                     |
|                                                            | Carlo Andrei                                              |                                          | Partito Comunista Italiano               | 5 maggio 1945                            | 18 maggio 1946                           |

## Repubblica Italiana (dal 1946)
| Sindaci eletti dal Consiglio comunale (1946-1994)    | Sindaci eletti dal Consiglio comunale (1946-1994)    | Sindaci eletti dal Consiglio comunale (1946-1994) | Sindaci eletti dal Consiglio comunale (1946-1994) | Sindaci eletti dal Consiglio comunale (1946-1994) | Sindaci eletti dal Consiglio comunale (1946-1994) | Sindaci eletti dal Consiglio comunale (1946-1994) | Sindaci eletti dal Consiglio comunale (1946-1994) | Sindaci eletti dal Consiglio comunale (1946-1994) |
| Nominativo                                           | Nominativo                                           | Partito                                           | Partito                                           | Giunta                                            | Giunta                                            | Mandato                                           | Mandato                                           | Elezione                                          |
| Nominativo                                           | Nominativo                                           | Partito                                           | Partito                                           | Giunta                                            | Giunta                                            | Inizio                                            | Fine                                              | Elezione                                          |
| ---------------------------------------------------- | ---------------------------------------------------- | ------------------------------------------------- | ------------------------------------------------- | ------------------------------------------------- | ------------------------------------------------- | ------------------------------------------------- | ------------------------------------------------- | ------------------------------------------------- |
|                                                      | Enrico Isoppi                                        |                                                   | Partito Repubblicano Italiano                     |                                                   | PRI-PCI-PSI-DC-PdAz                               | 28 maggio 1946                                    | 17 luglio 1951                                    | Elezione 1946                                     |
|                                                      | Gastone Dazzi                                        |                                                   | Partito Repubblicano Italiano                     |                                                   | PRI-DC-PSDI                                       | 18 luglio 1951                                    | 19 luglio 1956                                    | Elezione 1951                                     |
|                                                      | Leo Gestri                                           |                                                   | Partito Socialista Italiano                       |                                                   | PCI-PSI-PSDI                                      | 20 luglio 1956                                    | 8 novembre 1960                                   | Elezione 1956                                     |
|                                                      | Leo Gestri                                           | PCI-PSI                                           | Partito Socialista Italiano                       | 8 novembre 1960                                   | 17 dicembre 1961                                  | Elezione 1960                                     |                                                   |                                                   |
|                                                      | Filippo Martinelli                                   | PCI-PSI                                           |                                                   | Partito Socialista Italiano                       | 17 dicembre 1961                                  | Elezione 1960                                     | 24 novembre 1964                                  |                                                   |
|                                                      | Filippo Martinelli                                   | PCI-PSI-PSDI                                      | 24 novembre 1964                                  | Partito Socialista Italiano                       | 1 novembre 1967                                   | Elezione 1964                                     |                                                   |                                                   |
|                                                      | Sauro Dalle Mura                                     | PCI-PSI-PSDI                                      |                                                   | Partito Socialista Italiano                       | 2 novembre 1967                                   | Elezione 1964                                     | 8 giugno 1970                                     |                                                   |
|                                                      | Sauro Dalle Mura                                     | PCI-PSI-PSIUP                                     | 9 giugno 1970                                     | Partito Socialista Italiano                       | 16 giugno 1975                                    | Elezione 1970                                     |                                                   |                                                   |
|                                                      | Sauro Dalle Mura                                     | PCI-PSI                                           | 17 giugno 1975                                    | Partito Socialista Italiano                       | 1976                                              | Elezione 1975                                     |                                                   |                                                   |
|                                                      | Sebastiano Roberto Puccinelli                        | PCI-PSI                                           |                                                   | Partito Socialista Italiano                       | 1976                                              | Elezione 1975                                     | 9 giugno 1980                                     |                                                   |
|                                                      | Alessandro Costa                                     |                                                   | Partito Comunista Italiano                        |                                                   | PCI-PSI                                           | 9 agosto 1980                                     | 13 maggio 1985                                    | Elezione 1980                                     |
|                                                      | Alessandro Costa                                     | PCI-PSI                                           | Partito Comunista Italiano                        | 16 settembre 1985                                 | 27 agosto 1986                                    | Elezione 1985                                     |                                                   |                                                   |
|                                                      | Alessandro Costa                                     | PCI-PSI-PRI                                       | Partito Comunista Italiano                        | 3 marzo 1987                                      | 11 maggio 1987                                    | Elezione 1985                                     |                                                   |                                                   |
|                                                      | Fausto Marchetti                                     | PCI-PSI-PRI                                       |                                                   | Partito Comunista Italiano                        | 11 maggio 1987                                    | Elezione 1985                                     | 11 agosto 1990                                    |                                                   |
|                                                      | Fausto Marchetti                                     | PCI-PSI-PRI-PSDI                                  | 11 agosto 1990                                    | Partito Comunista Italiano                        | 8 febbraio 1991                                   | Elezione 1990                                     |                                                   |                                                   |
|                                                      | Alberto Pincione                                     |                                                   | Partito Repubblicano Italiano                     |                                                   | PDS-PSI-PRI-PSDI                                  | Elezione 1990                                     | 6 aprile 1991                                     | 27 settembre 1993                                 |
|                                                      | Francesco Paolo Castaldo (Commissario straordinario) | –                                                 | –                                                 | –                                                 | –                                                 | 27 novembre 1993                                  | 30 giugno 1994                                    | –                                                 |
| Sindaci eletti direttamente dai cittadini (dal 1994) |                                                      |                                                   |                                                   |                                                   |                                                   |                                                   |                                                   |                                                   |
| Nominativo                                           | Nominativo                                           | Partito                                           | Partito                                           | Coalizione                                        | Coalizione                                        | Mandato                                           | Mandato                                           | Elezione                                          |
| Nominativo                                           | Nominativo                                           | Partito                                           | Partito                                           | Coalizione                                        | Coalizione                                        | Inizio                                            | Fine                                              | Elezione                                          |
|                                                      | Emilia Fazzi Contigli                                |                                                   | Partito Democratico della Sinistra                |                                                   | PDS-PRC-PRI-AdP                                   | 14 luglio 1994                                    | 25 maggio 1998                                    | Elezione 1994                                     |
|                                                      | Lucio Segnanini                                      |                                                   | Democratici di Sinistra                           |                                                   | DS-PRC-PRI-PPI-SDI                                | 25 maggio 1998                                    | 11 giugno 2002                                    | Elezione 1998                                     |
|                                                      | Giulio Conti                                         |                                                   | Indipendente                                      |                                                   | DS-DL-SDI-PdCI                                    | 11 giugno 2002                                    | 29 maggio 2007                                    | Elezione 2002                                     |
|                                                      | Angelo Zubbani                                       |                                                   | Partito Socialista Italiano                       |                                                   | Ulivo-PSI-PRC-MRE-PdCI                            | 29 maggio 2007                                    | 15 maggio 2012                                    | Elezione 2007                                     |
|                                                      | Angelo Zubbani                                       | PD-PSI-FdS-SEL-PRI-UDC                            | Partito Socialista Italiano                       | 15 maggio 2012                                    | 27 giugno 2017                                    | Elezione 2012                                     |                                                   |                                                   |
|                                                      | Francesco De Pasquale                                |                                                   | Movimento 5 Stelle                                |                                                   | M5S                                               | 27 giugno 2017                                    | 28 giugno 2022                                    | Elezione 2017                                     |
|                                                      | Serena Arrighi                                       |                                                   | Indipendente                                      |                                                   | PD-PRI-L. civiche                                 | 28 giugno 2022                                    | in carica                                         | Elezione 2022                                     |